# Éxarkhos
Éxarkhos (Exarchos) är en ort i Grekland.   Den ligger i prefekturen Fthiotis och regionen Grekiska fastlandet, i den centrala delen av landet, 100 km nordväst om huvudstaden Aten. Éxarkhos ligger 360 meter över havet och antalet invånare är 699.
Terrängen runt Éxarkhos är huvudsakligen kuperad, men åt nordost är den bergig. Runt Éxarkhos är det ganska glesbefolkat, med 38 invånare per kvadratkilometer. Närmaste större samhälle är Livadeiá, 18,0 km söder om Éxarkhos. Trakten runt Éxarkhos består till största delen av jordbruksmark.